# Acacia orites
Acacia orites é uma espécie de leguminosa do gênero Acacia, pertencente à família Fabaceae.